# Golden (Mississippi)
Pour les articles homonymes, voir Golden.
Golden est une ville américaine située dans le comté de Tishomingo, dans le Mississippi. Selon le recensement de 2020, sa population est de 192 habitants.